# Дуэньяс, Лола
Ло́ла Дуэ́ньяс (исп. Lola Dueñas; род. 6 октября 1971 года, Барселона, Испания) — испанская киноактриса, дочь театрального и телевизионного актёра Николаса Дуэньяса. Окончила театральный институт в Барселоне. Обладательница 11 кинонаград, в том числе Каннского кинофестиваля, премии «Гойя». Наиболее известные её роли в кино: Соле, сестра главной героини в фильме Педро Альмодовара «Возвращение» (2006) и Роза, одна из главных героинь фильма Алехандро Аменабара «Море внутри» (2004).

## Фильмография
- 2002 — Поговори с ней / Hable con ella
- 2002 — Любовь, которая жмёт / Piedras
- 2003 — Дни футбола / Días de fútbol
- 2004 — Море внутри / Mar adentro
- 2005 — 20 сантиметров / 20 centímetros
- 2006 — Возвращение / Volver
- 2006 — Лола / Lo que sé de Lola
- 2009 — Разомкнутые объятия / Los abrazos rotos
- 2009 — Я тоже / Yo, también
- 2013 — Я очень возбужден / Los amantes pasajeros
- 2013 — Сюзанн / Suzanne
- 2014 — Аллилуйя / Alleluia
- 2017 — Зама / Zama

## Награды
Всего на счету Лолы Дуэньяс 11 различных кинонаград и 5 номинаций на награды. Среди них:
- Каннский кинофестиваль

Лучшая актриса, 2006 — фильм «Возвращение»
- премия «Гойя»

Лучшая актриса, 2005 — фильм «Море внутри»
- Премия латиноамериканских критиков в области развлечений (Premios ACE)

Лучшая актриса второго плана, 2005 — фильм «Море внутри»
- Испанская премия группы кринокритиков

Лучшая актриса второго плана, 2005 — фильм «Море внутри»
- «Серебряная раковина лучшей актрисе» МКФ в Сан-Себастьяне, 2009 — фильм «Я тоже»